# Sinofília
Un sinòfil o una sinòfila és una persona que mostra un gran interès i amor per la cultura xinesa i pel poble xinès. També es fa servir aquesta paraula, per descriure a aquells que coneixen la història de la Xina i la seva cultura (com els acadèmics i els estudiants), els parlants no nadius de l'idioma xinès, polítics pro-xinesos, i les persones que tenen sentiments i opinions favorables cap a Taiwan i la República Popular de la Xina. L'amor cap a la Xina rep el nom de sinofília, el contrari a aquest sentiment, és a dir, el rebuig o l'odi envers la Xina o els xinesos, s'anomena sinofòbia.